# Paracharactus gracilicornis
Paracharactus gracilicornis är en stekelart som först beskrevs av Ernst Gustav Zaddach 1859.  Paracharactus gracilicornis ingår i släktet Paracharactus, och familjen bladsteklar. Enligt den finländska rödlistan är arten sårbar i Finland. Arten är reproducerande i Sverige. Artens livsmiljö är lundskogar.